# Карамчакова, Инга Алексеевна
Инга Алексеевна Карамчакова (род. 1978) — российская спортсменка, заслуженный мастер спорта России (2002).

## Биография
Родилась 29 апреля 1978 года в аале Усть-Таштып Аскизского района Хакасской автономной области Красноярского края, ныне Республика Хакасия, в многодетной семье, где росло четверо детей. Её сёстры — Наталья, тоже стала известной спортсменкой.
Окончила в Абакане Институт истории и права Хакасского государственного университета. В сборной команде России — с 1995 по 2006 годы. Выступала за Школу высшего спортивного мастерства (ШВСМ, Абакан). Её тренером был Андрей Карамчаков, Марат Кичеев.
Завершила спортивную карьеру Инга Карамчакова в 2006 году. Работала заместителем директора по спортивной работе в Государственном бюджетном образовательном учреждении Республики Хакасия  «Училище Олимпийского резерва». С 2017 года работала в Государственном автономном учреждении Республики Хакасия "Центр спортивной подготовки сборных команд Республики Хакасия" начальником отдела обеспечения участия в спортивных мероприятиях.
Награждена Почетной грамотой Правительства Республики Хакасия.

## Спортивные достижения

### Чемпионаты мира
| Соревнование                  | Сборная | Весовая категория | Место   |
| ----------------------------- | ------- | ----------------- | ------- |
| Чемпионат мира по борьбе 1998 | Россия  | 46 кг             | Бронза  |
| Чемпионат мира по борьбе 1999 | Россия  | 46 кг             | Бронза  |
| Чемпионат мира по борьбе 2000 | Россия  | 46 кг             | Серебро |
| Чемпионат мира по борьбе 2001 | Россия  | 46 кг             | 10      |
| Чемпионат мира по борьбе 2002 | Россия  | 48 кг             | Серебро |
| Чемпионат мира по борьбе 2003 | Россия  | 48 кг             | 8       |

### Чемпионаты Европы
| Соревнование                    | Сборная | Весовая категория | Место  |
| ------------------------------- | ------- | ----------------- | ------ |
| Чемпионат Европы по борьбе 1998 | Россия  | 46 кг             | Золото |
| Чемпионат Европы по борьбе 1999 | Россия  | 46 кг             | Золото |
| Чемпионат Европы по борьбе 2001 | Россия  | 46 кг             | Золото |
| Чемпионат Европы по борьбе 2002 | Россия  | 48 кг             | Золото |